# Sminthurinus trinotatus
Sminthurinus trinotatus är en urinsektsart som beskrevs av Axelson 1905. Sminthurinus trinotatus ingår i släktet Sminthurinus, och familjen Katiannidae. Arten är reproducerande i Sverige.